# Bo Wijkmark
Bo Axel Georg Wijkmark, född den 11 september 1908 i Visby, död den 13 mars 1983 i Stockholm, var en svensk militär. Han var son till Axel Wijkmark.
Wijkmark avlade studentexamen i Eksjö 1927. Han blev fänrik vid Livregementets grenadjärer 1930 och löjtnant 1934. Han genomgick Krigshögskolan 1937–1939 och var kadettofficer vid Krigsskolan 1939–1941. Wijkmark blev kapten vid generalstabskåren 1943 och var militärassistent och chef för trafikavdelningen vid Riksnämnden för ekonomisk försvarsberedskap 1948–1951. Han befordrades till major vid Dalregementet 1951 och till överstelöjtnant vid generalstabskåren 1953. Efter att ha genomgått Försvarshögskolan 1954 fick Wijkmark transport till Upplands regemente 1956 och till Svea livgarde 1957. Han var överste och  befälhavare i Härnösands försvarsområde 1957–1968. Wijkmark blev riddare av Svärdsorden 1950, kommendör av samma orden 1961 och kommendör av första klassen 1965. Han var militär medarbetare i Norstedts uppslagsbok 1945 och 1948. Wijkmark vilar i en familjegrav på Norra begravningsplatsen utanför Stockholm.